# Bunkr Drnov
Bunkr Drnov je třípatrový objekt, který sloužil jako velitelské stanoviště protivzdušné raketové obrany státu v okolí Prahy. Veřejně přístupné je jedno patro a slouží jako muzeum.

## Historie stavby
Stavba areálu probíhala v letech 1981–1984. Uveden do provozu byl 1. května 1985, stal se sídlem 71. protiletadlové raketové brigády a 56. radiotechnického praporu. V následujících letech zde probíhala povinná vojenská služba a ochrana vzdušného prostoru Prahy.
K areálu patřily odloučené objekty – Vysílací středisko v obci Vítov, naváděcí stanoviště v obci Zvoleněves a rybník Otrok, který byl pomocí výměníkové stanice vytápěn.
Vnitřní velikost objektu je 5500 m². Objekt má 3 nepravidelná patra a je rozdělen do 3 sekcí. Technologické část, velitelské stanoviště a sály automatických systémů velení s nezbytným technologickým zázemím. V technologické části se nachází diesel agregáty, které jsou napojené na nádrž na naftu o objemu 25 tisíc litrů. Dále je zde trafostanice a rozvodna vysokého napětí se 4 elektrocentrálami. Pro zabezpečení samostatnosti objektu se zde nachází i vzduchotechnika, která byla připravena pro případ zamoření. V případě zamoření by se vojáci museli dostat z tzv. špinavé zóny přes dekontaminační smyčku do zóny čisté.
Činnost objektu Armáda České republiky ukončila v roce 2003.

## Aktuální využití
Po odtajnění objektu v roce 2007 byl převeden na okolní obce a proto v roce 2005 vznikl Dobrovolný svazek obcí Terra Prosperita, který pro něj hledal využití. V roce 2009 se objektu ujímá občanské sdružení Bunkr Drnov a začíná s přípravami pro zpřístupnění veřejnosti.

### Muzeum protivzdušné obrany
Vrchní patro je využíváno pro muzeum, ve kterém je k vidění původní technické vybavení, dekontaminační smyčka. Následný sál velení a ochrany vzdušného prostoru a expozice raketové techniky př. S-10 Strela, S-75 Volchov a Dvina, S-125 Něva, S-200 Vega a 2K12 Kub a další menší exponáty.

### Kulturní využití
V objektu se nachází multikulturní prostor o velikosti 700 m², kde se konají kulturní a společenské akce. Prostor je využíván i filmaři, kdy se tu v rámci natáčení reklamy objevil Arnold Schwarzenegger. Příklady akcí, které se zde konaly:
- divadelní inscenace Uran[12]
- Zázraky přírody ve spolupráci Gymnázium Slaný[13][14]
- Česko Slovenská SuperStar[15]
- výstavy (100. let raket)

### Fotovoltaická elektrárna
Volné prostranství bylo využito na stavbu fotovoltaické elektrárny. 

### Věčná loviště
V roce 2021 vzniklo v opuštěné budově zvířecí krematorium s rozptylovou loučkou.